# メアリー・アバークロンビー (初代アバークロンビー女男爵)
初代アバークロンビー女男爵メアリー・アン・アバークロンビー（英語: Mary Anne Abercromby, 1st Baroness Abercromby、旧姓メンジーズ（Menzies）、1747年 – 1821年2月11日）は、イギリスの貴族。

## 生涯
ジョン・メンジーズ（John Menzies）と妻アン（Ann、旧姓キャンベル（Campbell）、パトリック・キャンベルの娘）の次女として、1747年に生まれた。
1767年11月17日、イギリス陸軍の軍人ラルフ・アバークロンビー（1734年10月7日 – 1801年3月28日、ジョージ・アバークロンビーの息子）と結婚、4男3女をもうけた。
- アン（1768年9月21日 – 1844年9月17日） - 1795年4月23日、ドナルド・キャメロン（1832年10月没）と結婚[2]
- ジョージ（英語版）（1770年10月14日 – 1843年2月15日） - 第2代アバークロンビー男爵[4]
- ジョン（英語版）（1772年4月2日 – 1817年2月14日） - 陸軍軍人、庶民院議員、生涯未婚[5]
- メアリー（1773年8月19日 – 1825年4月26日[2]）
- ジェームズ（英語版）（1776年11月7日 – 1858年4月17日） - 庶民院議長、初代ダンファムリン男爵[6]
- キャサリン（1780年12月4日 – 1841年5月7日） - 1811年12月31日、トマス・ブキャナン（Thomas Buchanan、1842年5月没）と結婚[2]
- アレクサンダー（英語版）（1784年3月4日 – 1853年8月27日） - 陸軍軍人、庶民院議員、生涯未婚[7]

夫が1801年3月21日のアレクサンドリアの戦いで致命傷を負い、3月28日に死去すると、その功績によりメアリー・アンは1801年5月28日に連合王国貴族であるアブキールおよびクラックマナンシャーにおけるタリーボディのアバークロンビー女男爵に叙された。爵位の継承権者は夫ラルフの男系男子と定められた。
1821年2月11日にエディンバラのシャーロット・スクエアで死去、長男ジョージが爵位を継承した。